# Sequenza IX
Sequenza IX és una obra per a clarinet, composta l'any 1980 per Luciano Berio i estrenada el 26 d'abril de 1980 pel clarinetista Michel Arrignon.
Aquesta sequenza té dues versions. La primera, la Sequenza IXa, és per a clarinet i la segona, la Sequenza IXb, per a saxòfon alt.

## Història de l'obra
Entre 1977 i 1983 Berio estava treballant en una peça titulada Chemins V per a clarinet i filtres digitals a temps real, però mai la va acabar. Més tard, Berio va deixar Chemins V i en va extreure la part de clarinet i la va titular Sequenza IX.
Berio diu que:
| «                                               | (anglès) All the Sequenzas for solo instruments are intended to set out and melodically develop an essentially harmonic discourse and to suggest, particularly in the case of the monodic instruments, a polyphonic mode of listening. I wanted to establish a way of listening so strongly conditioned as to constantly suggest a latent, implicit counterpoint.' | (català) Totes les Sequenzas per a instruments sols tracten d'establir i desenvolupar melòdicament un discurs essencialment harmònic i suggerir, particularment en el cas dels instruments monòdics, una manera polifònica d'escoltar. Volia establir una manera d'escoltar tan fortament condicionada com per suggerir un latent i implícit contrapunt.' | » |
| — Luciano Berio, Entrevista de Rossana Dalmonte | | |   |

La idea de Berio era imitar la polifonia de Bach utilitzant la tècnica de la melodia composta. De seguida es va adonar que això no funcionava amb el llenguatge atonal, ja que Bach es basava en el sistema tonal de la seva època. Però aconsegueix trobar una altra manera de destacar el contrapunt en les seves composicions. Explora la idea d'un sol instrument produint dues veus al mateix temps. D'aquesta manera un instrument monòdic no només pot implementar un diàleg, sinó també dues veus sonant al mateix moment.
En la Sequenza IX aconsegueix aquest objectiu formant dues melodies en registres diferents combinant-ho amb dimensions temporals, dinàmiques i morfològiques.
A més, Berio conceb les Sequenzas com seqüències de camps harmònics conformant així un discurs essencialment harmònic que està desenvolupat melòdicament per registres i dimensions temporals, dinàmiques i morfològiques.
El mateix autor diu de l'obra:
| «                                       | (italià) Sequenza IX per clarinetto (ne esiste anche una versione per sassofono contralto) è sostanzialmente una lunga melodia e, come quasi tutte le melodie, implica ridondanza, simmetrie, trasformazioni e ritorni. Sequenza IX è anche una “sequenza” di gesti strumentali, che sviluppano una costante trasformazione fra due diversi campi di intervalli: uno di sette note (fa diesis, do, do diesis, mi, sol, si bemolle e si naturale), che tendono ad apparire sempre nello stesso registro, e l'altro di cinque note che appaiono invece in registri sempre diversi. Quest’ultimo commenta, penetra e modifica le funzioni armoniche di quel primo campo di sette note. Sequenza IX è stata scritta nel 1980 per Michel Arrignon.' | (català) Sequenza IX per a clarinet (també hi ha una versió per a saxòfon alt) és bàsicament una llarga melodia, i, com gairebé totes les melodies, implica redundància, simetries, transformacions i repeticions. Sequenza IX és també una "seqüència" dels gestos instrumentals, desenvolupant una transformació constant entre dos camps diferents d'intervals: un de set notes (fa#, do, do agut, mi, sol, si bemoll i si natural), que tendeixen a aparèixer sempre en el mateix registre, i l'altre de cinc notes que apareixen sempre en diferents registres. Aquest últim comentari, penetra i modifica les funcions harmòniques del primer camp de set notes. Sequenza IX va ser escrita el 1980 per a Michel Arrignon.' | » |
| — Luciano Berio, Comentari sobre l'obra | | |   |

### Sequenza IXb
Sequenza IXb està dedicada a Iwan Roth i a John Harle:
| «                                            | Aquesta obra està dedicada a Iwan Roth i a John Harle, amb el meu agraïment per la seva amable ajuda a l'adaptar Sequenza IX per a saxòfon alt.' | » |
| — Luciano Berio, Dedicatòria de Sequenza IXb | |   |

Com algunes de les altres Sequenzas, la versió per a saxòfon alt de la Sequenza IX (Sequenza IXb), va ser orquestrada per Berio adoptant el nom de Chemins VII o Récit, entrant a formar part d'una sèrie de Sequenzas orquestrades amb el nom de Chemins.

#### Récit (Chemins VII)
Récit és l'únic Chemins, sent l'últim de la sèrie, que està inspirat per un intèrpret virtuós diferent al de la Sequenza que el precedeix. És el cas de Claude Delangle, després de l'aprovació de Berio a l'adaptar la Sequenza VII, originalment per a oboè, al saxòfon soprano.
El títol Récit fa una clara referència a la veu humana, fent així palesa la intenció del compositor en la imitació d'aquesta per part del saxòfon.
És l'última peça de la sèrie Chemins. Tot i que tenim una versió per a clarinet i una per a saxòfon de la Sequenza IX, Chemins VII només es pot interpretar amb saxòfon.
En aquest cas, l'orquestra té un paper d'acompanyament i de donar color a les harmonies que ja són presents a la Sequenza IX, amb harmonies estàtiques majoritàriament.
L'estrena de Récit va ser el 12 d'octubre de 1996 per part de Claude Delangle al saxòfon i l'Orchestra Sinfonica Siciliana sota la direcció de Gabriele Ferro.

## Anàlisi de l'obra[3]

### Camps harmònics
Com Berio diu, el títol Sequenza es refereix al fet que la peça està construïda per una seqüència de camps harmònics els quals compleixen una funció molt clara i característica. Aquests camps harmònics poden ser definits com un èmfasi temporal en una nota concreta o en un seguit de notes. Aquesta nota o aquest seguit de notes fan la funció que farien els acords en la múisca tonal.

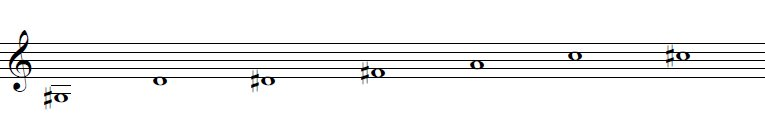
Camp harmònic de set notes

En la Sequenza IX Berio utilitza dos camps harmònics. Un de set notes, que sempre apareix en el mateix registre i un de cinc notes que va modificant el registre. El camp de set notes té les notes sol#2, re3, re#3, fa#3, la3, do4 i do#4 i el camp de cinc notes tés les altres restants, que serien sol, la#, si, mi, fa, sense un registre determinat. Aquests camps harmònics són els mateixos que utilitza en una altra obra titulada La vera storia.
Si bé Berio no està utilitzant una sèrie dodecafònica, sí que està utilitzant una tècnica compositiva bastant propera al serialisme o dodecafonisme.
La combinació d'aquests camps està organitzada de la següent manera:
1. L'ús de les dues sèries de notes en successions ràpides.
2. L'ús de la primera nota de cada sèrie com a començament o final d'una frase.
3. L'ús d'intervals de tensió que suggereixen tensions i resolucions harmòniques.

### Tempo i ritme
Si bé Berio fa indicacions metronòmiques de tempo i indica la durada exacta en segons dels calderons, també fa una indicació que diu ma sempre un poco instabile (però sempre una mica inestable), segurament per tal de donar més llibertat a l'intèrpret.
Tot i no fer servir procediments rítimics molt complexos, Berio utilitza una gran varietat de ritmes sense repetir gairebé mai cap conjunt de ritmes. Això dona un caràcter d'impredictabilitat a l'obra.
Berio combina un patró rítmic amb un patró melòdic de durades diferents al principi de l'obra. Això és una mostra d'aquesta impredictabilitat.

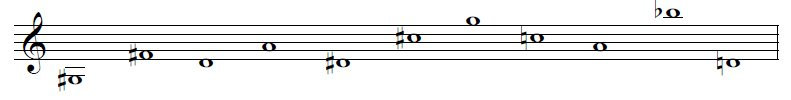
Patró melòdic

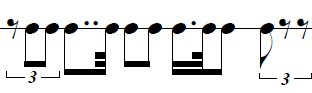
Patró rítmic

### Procés transformacional
Encara que l'obra sigui melòdica pel fet que el clarinet o el saxòfon és un instrument monòdic, Berio utilitza un procés transformacional per a provocar una escolta polifònica.
1. El tempo en el seu nivell més alt d'intensitat, quan hi ha passatges amb articulacions molt ràpides o amb notes molt llargues. Tant en les notes llargues com en alguns passatges molt ràpids hi ha una indicació exacta del temps que han de durar.
2. L'altura. La substitució d'algunes altures per altres en alguns patrons que semblen repetir-se fan que canviï el camp harmònic.
3. Les dinàmiques. La diferència de dinàmiques dins d'una mateixa frase fan que es destaquin dos nivells de melodia.
4. La tensió morfològica. Efectes com els multifònics o els microtons en els trinos o tremolos creen una tensió que s'utilitza segons la conveniència de destacar una veu o una altra.

### Estructura
Com la majoria d'obres clàssiques, la Sequenza IX té una estructura que consta d'una exposició, desenvolupament i final. Tot i així, podem dividir aquestes seccións en seccions més petites, que s'indiquen amb les lletres d'assaig:

#### Exposició
- Introducció
  - Lletra A: apareixen les dues sèries de notes que conformen els dos camps harmònics.
- Exposició:
  - Lletra B
- Transició
  - Lletra C: basada principalment en la sèrie de cinc notes en un registre molt ampli, un ritme agitat i grans salts per començar la transformació i el desenvolupament.

#### Desenvolupament
- Desenvolupament I
  - Lletra D: basada principalment en la sèrie de set notes amb ràpids mordents que es van transformant gradualment en un passatge de fuses.
  - Lletra E: basada principalment en la sèrie de cinc notes, semblant a la lletra C. El si bemoll apareix amb un valor de fusa que presagia el clímax.
  - Lletres F i G: s'alternen les dues sèries de notes i es barregen. El ritme esdevé més agitat per indicar que el clímax està arribant.
- Transició
  - Lletra H: transició similar a la lletra B.
  - Lletra I: basada principalment en la sèrie de set notes. El ritme és semblant al de les lletres F i G.
- Desenvolupament II:
  - Lletres de la J a la L: multifònics. Les dues sèries de notes es barregen
- Transició
  - Lletres de la M a la Q: cadenza. Les dues sèries de notes s'alternen com a preparació del clímax.
- Desenvolupament III
  - Lletres de la R a la V: clímax de l'obra. Les dues sèries de notes es presenten en diferents registres, dinàmiques i ritmes que es van alternant entre frases calmades i agitades.

#### Final
- Epíleg, final
  - Lletres de la W a la Z

## Gravacions seleccionades
- The Solitary Saxophone (Sequenza IXb). Claude Delangle, Saxòfon (1994).
- Art Music Ensemble: Look Both Ways (Sequenxa IXa). Art Music ensemble (2000)